# Frans-Duitse begraafplaats Virton Bellevue
De Frans-Duitse begraafplaats Virton Bellevue is een militaire begraafplaats met Franse en Duitse gesneuvelden uit de Eerste Wereldoorlog, gelegen in de Belgische gemeente Virton. De begraafplaats ligt twee kilometer ten noorden van het stadscentrum van Virton, tegen de grens met Robelmont in de gemeente Meix-devant-Virton. De begraafplaats ligt er vlak bij het gehucht Belle Vue, dat op grondgebied Meix-devant-Virton ligt. De begraafplaats telt bijna 3.800 gesneuvelden. Er bevinden graven van 1.288 gesneuvelde Duitsers, 288 Fransen, 28 Oostenrijkers, 29 Italianen en 17 Russen. Daarenboven bevindt er zich ook een massagraf met 2.139 niet geïdentificeerde Fransen.
In augustus 1914 werd in de buurt zwaar gestreden tussen Fransen en Duitsers. Tijdens de bezetting vroeg het Duitse bestuur aan het stadsbestuur om een aantal militaire begraafplaatsen op te richten. De stad besloot vier begraafplaatsen in te richten, namelijk die van Bellevue, van de Duitse 154ste, van La Chamberlaine en van La Houblonnière. Na de oorlog werd enkel Bellevue behouden. Verschillende Fransen lieten hun gesneuvelde familie terug overbrengen naar Frankrijk.